# 向島警察署
向島警察署（むこうじまけいさつしょ）は、警視庁が管轄する警察署の一つである。第七方面本部所属。
墨田区の北部を管轄している。
署員数およそ250名、識別章所属表示はTD。

## 所在地
- 東京都墨田区文花三丁目18番9号
  - 最寄駅：東武鉄道亀戸線小村井駅

## 管轄区域
墨田区
- 立花一 - 六丁目
- 東墨田一 - 三丁目
- 八広一 - 六丁目
- 文花一 - 三丁目
- 京島一 - 三丁目
- 東向島一 - 六丁目
- 墨田一 - 五丁目
- 堤通一・二丁目
- 向島四丁目の一部（14から16番）、五丁目の一部（48から50番） （向島一 - 三丁目と前記以外の四・五丁目は本所警察署の管轄）
- 押上二丁目の一部（27から43番）、三丁目（押上一丁目と前記以外の二丁目は本所警察署の管轄）

## 沿革
- 1918年（大正7年） 千住警察署寺島分署開設
- 1922年（大正11年） 寺島警察署に昇格。
- 1929年（昭和4年） 吾嬬警察署、寺島署より分離開設。
- 1945年（昭和20年） 寺島警察署および吾嬬警察署統合。向島警察署開設。
- 2020年（令和2年） 京島二丁目交番が移転し「京島交番」に改称。

## 組織
- 警務課
- 交通課
- 警備課
- 地域課
- 刑事組織犯罪対策課
- 生活安全課

## 交番
- 小村井交番（墨田区立花四丁目2番1号）
- 鐘ヶ淵交番（墨田区墨田二丁目10番14号）
- 京島三丁目交番（墨田区京島三丁目）
- 京島交番（墨田区京島一丁目21番10号）
- 白鬚橋交番（墨田区墨田一丁目4番1号）
- 墨田三丁目交番（墨田区墨田三丁目6番17号）
- 東向島交番（墨田区東向島四丁目26番7号）
- 曳舟交番（墨田区東向島二丁目26番1号）
- 平井橋交番（墨田区立花三丁目29番12号）
- 八広四丁目交番（墨田区八広四丁目12番3号）
- 四ツ木橋交番（墨田区八広六丁目1番1号）

## 駐在所
- 堤通駐在所（墨田区墨田五丁目16番1号）

## 地域安全センター
- 墨田地域安全センター（墨田区墨田四丁目22番9号） - 2007年（平成19年）4月1日に墨田交番から転換。